# Anna Gamper
Anna Gamper (* 13. August 1975 in Innsbruck) ist eine österreichische Rechtswissenschaftlerin und Universitätsprofessorin. Gamper wurde mit 1. März 2008 als erste Frau auf einen Lehrstuhl an der Rechtswissenschaftlichen Fakultät der Leopold-Franzens-Universität Innsbruck berufen. Sie ist dort als Universitätsprofessorin für Öffentliches Recht am Institut für Öffentliches Recht, Staats- und Verwaltungslehre tätig.

## Ausbildung und Privatleben
Gamper besuchte das Akademische Gymnasium in Innsbruck, maturierte 1993 und absolvierte anschließend das Diplomstudium der Rechtswissenschaften an der Universität Innsbruck. 1997 erfolgte die Sponsion zur Magistra der Rechtswissenschaften (Mag. iur.), 1999 nach Studienaufenthalten an der University of Cambridge und am King’s College London die Promotion mit ausgezeichnetem Erfolg zur Doktorin der Rechtswissenschaften (Dr. iur.). Schließlich habilitierte sich Anna Gamper im Alter von 28 Jahren als eine der zwei ersten Frauen in der Geschichte der Innsbrucker Rechtswissenschaftlichen Fakultät (gemeinsam mit Magdalena Pöschl) im Jahr 2004 mit einer Habilitationsschrift zum Thema Die Regionen mit Gesetzgebungshoheit. Eine rechtsvergleichende Untersuchung zu Föderalismus und Regionalismus in Europa.
Ihr Großvater war der bekannte Rechtshistoriker Hermann Baltl.

## Beruflicher Werdegang
Anna Gamper begann ihre akademische Karriere als Projektassistentin am Innsbrucker Institut für Föderalismus im Jahr 1997. 1998 wurde sie zudem Assistentin am Institut für Öffentliches Recht, Finanzrecht und Politikwissenschaft der Universität Innsbruck. Mit ihrer Habilitation im Jahr 2004 erhielt Gamper die Lehrbefugnis für Öffentliches Recht, einschließlich Allgemeiner Staatslehre und öffentlich-rechtlicher Rechtsvergleichung und wurde zur außerordentlichen Universitätsprofessorin ernannt.
Seit 2004 ist sie auch Mitglied der International Association of Constitutional Law, der Vereinigung der Deutschen Staatsrechtslehrer sowie Gründungsmitglied der Euroregionalen Vereinigung für vergleichendes öffentliches Recht und Europarecht / Associazione Euroregionale di Diritto Pubblico Comparato ed Europeo.
Im Jahr 2008 wurde Anna Gamper schließlich am Institut für öffentliches Recht, Staats- und Verwaltungslehre der Universität Innsbruck als ordentliche Universitätsprofessorin auf einen Lehrstuhl für öffentliches Recht berufen. Sie war damit die erste Frau überhaupt an der Innsbrucker Rechtswissenschaftlichen Fakultät, die zur Universitätsprofessorin berufen wurde, und wurde im Alter von 32 Jahren mit Abstand jüngstes Mitglied des dortigen Professorenkollegiums. Gleichzeitig wurde sie auch eine der jüngsten Professorinnen Österreichs.
Seit 2008 ist Anna Gamper Stellvertretende Institutsleiterin des Instituts für Öffentliches Recht, Staats- und Verwaltungslehre, seit 2009 Mitglied des Akademischen Senats der Universität Innsbruck und Mitherausgeberin der Fachzeitschrift Juristische Blätter. Seit dem Jahr 2013 ist sie Vorstandsmitglied der Österreichischen Gesellschaft für Gesetzgebungslehre, der sie seit 2007 als Mitglied angehört, von 2013 bis 2017 war sie Vizepräsidentin in der Group of Independent Experts des Kongress der Gemeinden und Regionen des Europarates. Anna Gamper steht weiters seit 2017 der Kurie der Professorinnen und Professoren der Rechtswissenschaftlichen Fakultät der Universität Innsbruck als Vorsitzende vor. 2020 wurde sie Mitglied des wissenschaftlichen Beirats des Austrian Law Journal.

## Veröffentlichungen (Auszug)
- Staat und Verfassung: Einführung in die allgemeine Staatslehre (5. Auflage), Wien: Facultas.wuv, 2021, ISBN 978-3-7089-1102-1
- Verfassungsgerichtsbarkeit und Gewaltenverbindung, Wien: Verlag Österreich, 2016, ISBN 978-3-7046-7523-1
- Regeln der Verfassungsinterpretation, Wien: Springer, 2012, ISBN 978-3-7091-1135-2
- Aktuelle Herausforderungen an ein "bewegliches System" der österreichischen Bundesverfassung, Wien: Sramek, 2008, ISBN 978-3-902638-02-1
- Die Regionen mit Gesetzgebungshoheit: eine rechtsvergleichende Untersuchung zu Föderalismus und Regionalismus in Europa, Wien: Lang, 2004, ISBN 978-3-631-521076
- Der abgestufte Bevölkerungsschlüssel als verfassungswidriges Element des Finanzausgleichs, Innsbruck: IFÖ, 2000, ISBN 978-3-901965-09-8
- Die verfassungsrechtliche Grundordnung als Rechtsproblem, Wien: Verlag Österreich, 2000, ISBN 978-3-7046-1561-9
- Verfassungsrechtliche Probleme einer regionalen Beitragsautonomie und der Vertretung kleiner Gebietskrankenkassen im Hauptverband der Österreichischen Sozialversicherungsträger, Innsbruck: Institut für Föderalismusforschung, 1999, ISBN 978-3-901965-04-3
- Bibliographie zum österreichischen Bundesstaat und Föderalismus, Wien: Braumüller, 1998, ISBN 978-3-7003-1224-6